# League of Women Voters

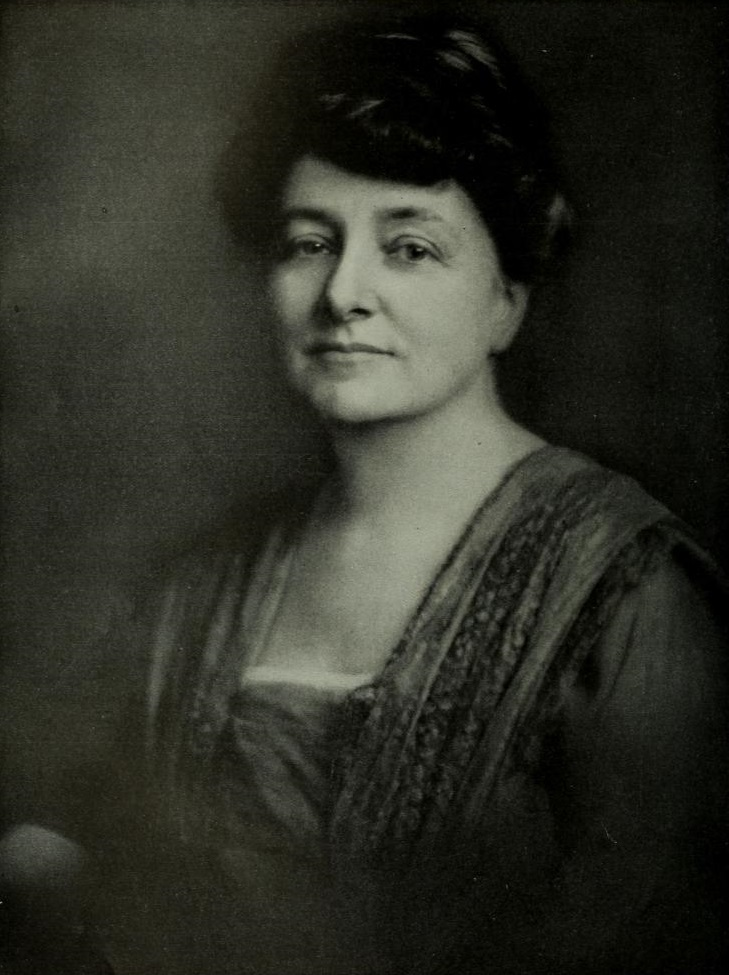
Maud Wood Park, die erste Präsidentin der LWV

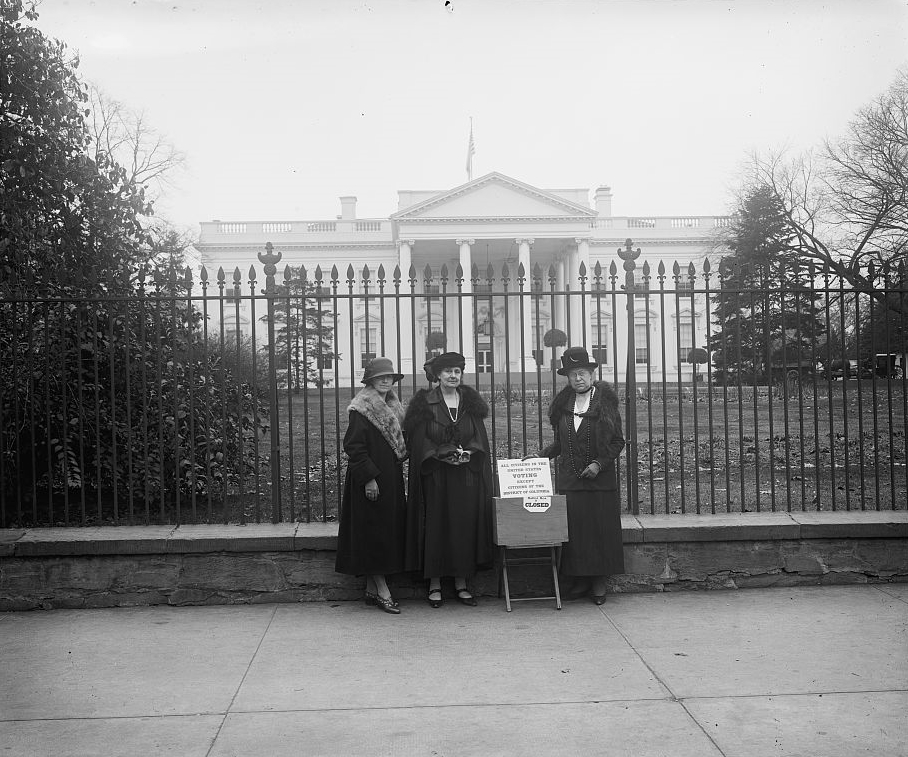
Mitglieder der „League of Women Voters“ vor dem Weißen Haus, 1924

Die League of Women Voters (LWV) ist eine amerikanische Bürgerorganisation, die gebildet wurde, um Frauen eine größere Mitwirkung in öffentlichen Angelegenheiten zu ermöglichen, nachdem sie das Recht zu wählen errungen hatten. Sie wurde 1920 zur Unterstützung des neuen Frauenwahlrechts gegründet und entstand aus der Vereinigung des „National Council of Women Voters“ (gegründet von Emma Smith DeVoe) und der National American Woman Suffrage Association, die von Carrie Chapman Catt geführt wurde. Dies geschah ungefähr sechs Monate vor dem Inkrafttreten des 19. Verfassungszusatzes, der den Frauen das Wahlrecht verschaffte. Die League of Women Voters begann als „kraftvolles politisches Experiment“ mit dem Ziel, den nun stimmberechtigten Frauen bei der Ausübung ihres Wahlrechts zu helfen. Ursprünglich nahm die Organisation nur weibliche Mitglieder auf; aber 1973 wurde die Satzung geändert um auch Männern die Mitgliedschaft zu erlauben. Die LWV arbeitet auf lokaler, bundesstaatlicher und nationaler Ebene, besitzt über 1000 lokale und 58 bundesstaatliche Unterorganisationen – und eine sogenannte „Territory-League“ auf den Amerikanischen Jungferninseln.
Die League of Women Voters ist offiziell überparteilich, nimmt also keine Position gegen oder für bestimmte Parteien oder Kandidaten ein. Sie unterstützt jedoch eine Vielzahl von progressiven sachpolitischen Forderungen. Dazu gehören unter anderem Reformen der Wahlkampffinanzierung und des Gesundheitssystems, Abtreibungsrechte, der Kampf gegen Klimawandel und Umweltverschmutzung und ein restriktiveres Waffenrecht.

## Aktivitäten

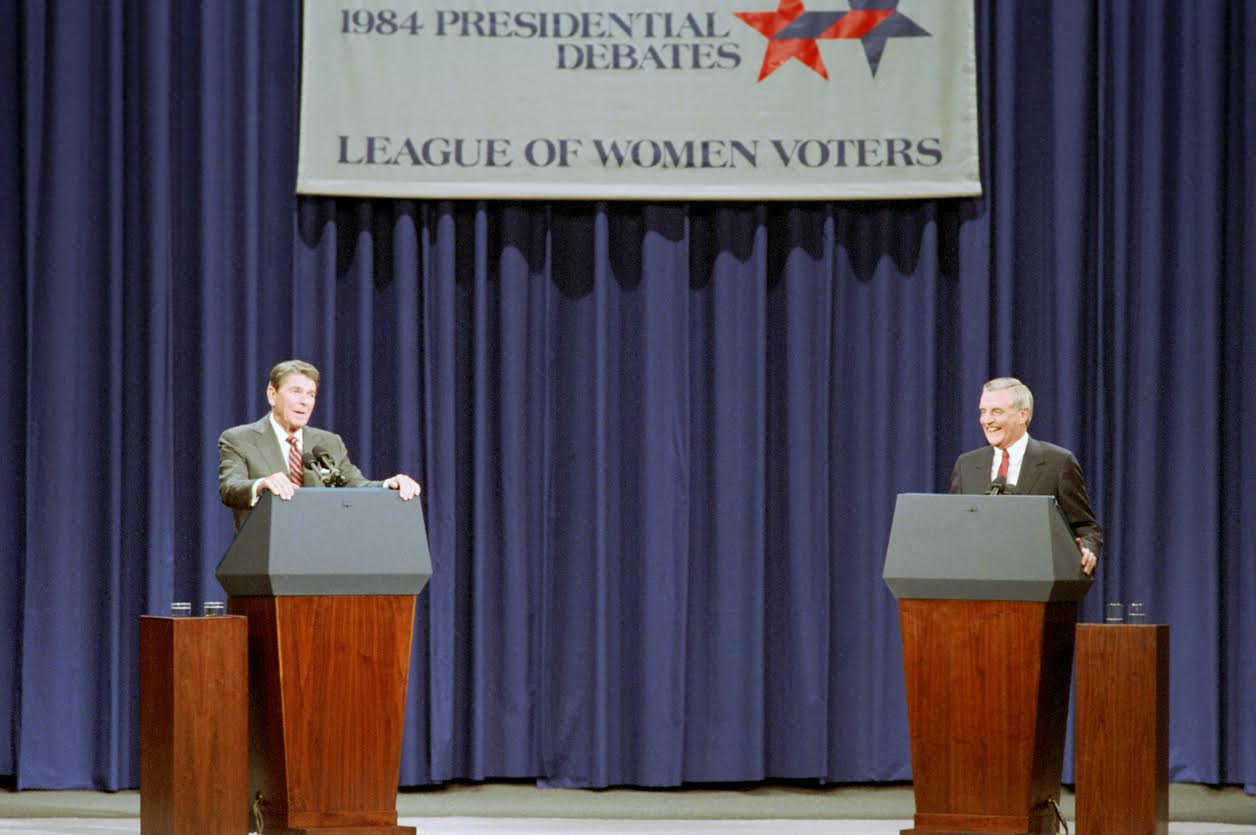
Präsident Ronald Reagan und sein Gegenkandidat Walter Mondale in der zweiten Präsidentschaftsdebatte in Kansas City, Missouri (1984)

Die LWV finanzierte die TV-Duelle zwischen den wichtigsten Präsidentschaftsbewerbern in den Jahren 1976, 1980 und 1984. Am 2. Oktober 1988 entschieden die 14 Mitglieder des Verwaltungsrates der LWV einstimmig, sich aus den Debatten zurückzuziehen. Am 3. Oktober wies die Organisation in einer Pressemitteilung die Forderungen der Kandidaten der beiden großen Parteien – George H. W. Bush (R) und Michael Dukakis (D) – zurück. LWV-Präsidentin Nancy Neuman sagte, das Format der Debatte „werde einen Betrug am amerikanischen Wähler verüben“ und ihre Organisation habe nicht die Absicht, „Beihilfe zur Täuschung der amerikanischen Öffentlichkeit zu leisten“. Seit 1988 trägt daher die Commission on Presidential Debates, eine überparteiliche Organisation der Demokraten und Republikaner, die 1987 eigens zu diesem Zweck gegründet wurde, die TV-Duelle aus.
Unterhalb der nationalen Ebene veranstaltet die League of Women Voters weiterhin Debatten zwischen Kandidaten. Dies soll Wähler über der Positionen der Kandidaten aufklären.
2012 schuf LWV einen „National Voter Registration Day“, einen Tag, an dem Ehrenamtliche bei der Registrierung der Wähler helfen um so die Wahlbeteiligung erhöhen.
Weiterhin finanziert die LWV Projekte wie Smart Voter und Voter's Edge, welche Bürger besser über Wahlen und Kandidaten informieren sollen. Auch „VOTE411.org“, eine Website, die es Wählern erlaubt, die eigene Adresse einzufügen, um Informationen über die Kandidaten ihres Wahlbezirks zu bekommen wird von der LWV und ihren Unterorganisationen betrieben.

## Politische Positionen
- Die League förderte die Einrichtung der Vereinten Nationen und wurde später eine der ersten Gruppen, die den Status als Nichtregierungsorganisation bei den U.N. bekam.[13]
- Die League war gegen die „Voter ID laws“ (dt.: Gesetze der offiziellen Identifizierung zur Zulassung als Wähler) in den Vereinigten Staaten und unterstützte Bemühungen um eine Reform der Wahlkampffinanzierung.[14] Die LWV war eine Gegnerin der Entscheidung im Prozess Citizens United v. Federal Election Commission.[15] Die League unterstützt die verstärkte Regulierung von politischen Spenden.[16]
- Die League kämpfte für die Annahme des „National Voter Registration Act“ von 1993, was von den Bundesstaaten per Gesetz verlangt, dass sie Wählerregistrierung von allen Führerschein-Agenturen sowie von Agenturen Sozialer Dienste und durch die Post möglich machen müssen.[17][18]
- Die League unterstützte die Verabschiedung des „Bipartisan Campaign Reform Act“ von 2002, welches die versteckten Wahlkampfspenden bei den Bundeswahlen verbot und weitere Reformen in den Wahlkampffinanzierungsgesetzen brachte.[19][20]
- LWV unterstützt den „Clean Air Act“, den „Clean Water Act“, den „Safe Drinking Water Act“, den „Resource Conservation and Recovery Act“ und das Kyoto-Protokoll.[21][22]
- LWV ist gegen die vorgeschlagene „Keystone Pipeline“.[23]
- Im Januar 2013 drängte die „League of Women Voters in Hawaii“ US-Präsident Barack Obama, während seiner Präsidentschaft aktiv im Klimaschutz tätig zu werden, gemäß dem „Clean Air Act“ von 1998, der von der League unterstützt wurde.[24]
- Die League die Abschaffung der Todesstrafe durch den Gesetzentwurf der „Bill to abolish death penalty“[25]
- LWV unterstützt „Universal Health Care“ und ist Förderer von „Medicaid“ und dem „Affordable Care Act“.[26][27][28]
- Die League unterstützt eine allgemeine Einkommensteuererhöhung, um die nationale „Health Care Reform“ zu finanzieren, die die „Reproductive Health Care“ enthalten soll, einschließlich der Abtreibung in jedem Versicherungsvertrag. Die League unterstützt das Recht zur Abtreibung und war stark gegen die Verabschiedung des „Partial-Birth Abortion Ban Act“.[29][30][31]
- Die League opponierte aktiv gegen die „Welfare Reform Legislation“, die dem 104. Kongress vorgelegt worden war.[32]
- Die League ist gegen die „school vouchers“.[33] 1999 ging LWV gegen ein Gesetz von Florida vor, das Schülern erlaubte, „School Vouchers“ zu nutzen, um an andere Schulen zu wechseln.[34]
- Die League unterstützt ein System, das den „illegal immigrants“, die schon in den Vereinigten Staaten sind, die Erlangung der vollen Staatsbürgerschaft ermöglicht. Sie war auch eine Lobbyistin für die Verabschiedung des „DREAM Act“ (= Act for Development, Relief, and Education for Alien Minors).[35]
- Die League ist für „gun violence prevention policies“ einschließlich der regulierenden Bestimmungen bei der Lizenzvergabe bei Waffenbesitz.[36]

## Führung und Verwaltung
Geleitet wird die LWV durch ein nationales Direktorium (Board of Directors), das aus den vier Vorstandsmitgliedern (Officers: President, Vice-President, Treasurer and Secretary), acht gewählten Direktoren und nicht mehr als acht vom Board berufenen Direktoren besteht. Die meisten davon wohnen in der „Metropolitanregion Washington D.C.“. Sie lenken die League gemäß der Satzung der „League of Women Voters of the United States“. Das nationale Direktorium wird in einer nationalen Mitgliederversammlung gewählt und ist verantwortlich für die Vereinsziele.
Die örtlichen und bundesstaatlichen Leagues sind so organisiert, dass sie die Zwecke der Gesamtorganisation fördern und in lokalen und bundesstaatlichen Sachen aktiv werden. Diese Unterabteilungen haben ihre eigenen Vorstände und Direktoren. Das nationale Direktorium kann die Anerkennung versagen, wenn eine Unterorganisation die Erfordernisse zur Anerkennung nicht erfüllt.

### Archive
- Margaret Levi Papers. 1965–1985. 3.17 cubic feet (4 boxes). Contains material collected by Levi on the League of Women Voters from 1967–1968.
- Katharine Bullitt Papers. 1950–1991. 68 cubic feet (68 boxes).
- Civil Unity Committee Records. 1938–1965. 24.76 cubic feet (58 boxes). Contains correspondence related to the League of Women Voters.
- A Guide to the League of Women Voters of the San Antonio Area Records, University of Texas at San Antonio Libraries (UTSA Libraries) Special Collections.
- League of Women Voters of Walla Walla County records at the Whitman College and Northwest Archives, Whitman College.